# مزاحم (فیلم ۱۹۹۹)
مزاحم (انگلیسی: The Intruder) یک فیلم به کارگردانی دیوید بیلی است که در سال ۱۹۹۹ منتشر شد. از بازیگران آن می‌توان به چارلز پاول، شارلوت گنزبور، جان هانا، مالی پارکر و ناستاسیا کینسکی اشاره کرد.